# Франконија (Вирџинија)
Франконија (енгл. Franconia) насељено је место без административног статуса у америчкој савезној држави Вирџинија.

## Демографија
По попису из 2010. године број становника је 18.245, што је 13.662 (-42,8%) становника мање него 2000. године.
| Група             | 2000.          | 2010.         |
| Белци             | 20.744 (65,0%) | 9.362 (51,3%) |
| Афроамериканци    | 4.329 (13,6%)  | 3.393 (18,6%) |
| Азијати           | 3.419 (10,7%)  | 2.635 (14,4%) |
| Хиспаноамериканци | 2.337 (7,3%)   | 2.200 (12,1%) |
| Укупно            | 31.907         | 18.245        |